# Dirck van Bleyswijk
Dirck van Bleyswijk, Dirk van Bleyswijck, Dyrck von Bleyswyck (ur. ?, zm. 28 grudnia 1753 w Gdańsku) – gdański kupiec i holenderski dyplomata.

## Życiorys
Urodził się w rodzinie pochodzącej z Delftu (Adam van Bleyswijck). Dirck van Bleyswijk przebywał w Gdańsku od początku XVIII w. gdzie prowadził działalność handlową oraz pełnił też funkcję komisarza Holandii w Gdańsku (1712–1753).